# العلاقات الأندورية البلجيكية
العلاقات الأندورية البلجيكية هي العلاقات الثنائية التي تجمع بين أندورا وبلجيكا.

## مقارنة بين البلدين
هذه مقارنة عامة ومرجعية للدولتين:
| وجه المقارنة                                              | أندورا                                                     | بلجيكا                                                                              |
| --------------------------------------------------------- | ---------------------------------------------------------- | ----------------------------------------------------------------------------------- |
| المساحة (كم2)                                             | 468                                                        | 30.53 ألف                                                                           |
| عدد السكان (نسمة)                                         | 76.18 ألف                                                  | 11.37 مليون                                                                         |
| الكثافة السكانية (ن./كم²)                                 | 16.28 ألف                                                  | 372.42                                                                              |
| العاصمة                                                   | أندورا لا فيلا                                             | بروكسل                                                                              |
| اللغة الرسمية                                             | اللغة الكتالونية                                           | اللغة الهولندية، لغة فرنسية، اللغة الألمانية                                        |
| العملة                                                    | يورو                                                       | يورو، فرنك بلجيكي                                                                   |
| الناتج المحلي الإجمالي (بليون دولار)                      | 3.01 مليار                                                 | 492.68 مليار                                                                        |
| الناتج المحلي الإجمالي (تعادل القوة الشرائية) بليون دولار |                                                            | 514.74 مليار                                                                        |
| الناتج المحلي الإجمالي الاسمي للفرد دولار أمريكي          |                                                            | 40.32 ألف                                                                           |
| الناتج المحلي الإجمالي للفرد دولار أمريكي                 |                                                            | 43.44 ألف                                                                           |
| مؤشر التنمية البشرية                                      | 0.858                                                      | 0.890                                                                               |
| رمز المكالمات الدولي                                      | +376                                                       | +32                                                                                 |
| رمز الإنترنت                                              | .ad                                                        | .be                                                                                 |
| المنطقة الزمنية                                           | ت ع م+01:00، توقيت وسط أوروبا، ت ع م+02:00، أوروبا/أندورا ‏ | توقيت وسط أوروبا، ت ع م+01:00، ت ع م+02:00، توقيت وسط أوروبا الصيفي، أوروبا/بروكسل ‏ |

## منظمات دولية مشتركة
يشترك البلدان في عضوية مجموعة من المنظمات الدولية، منها:
| علم المنظمة | اسم المنظمة                    | تاريخ انضمام أندورا | تاريخ انضمام بلجيكا |
| ----------- | ------------------------------ | ------------------- | ------------------- |
|             | الاتحاد الدولي للاتصالات       | 12 نوفمبر 1993      | 1866                |
|             | مجلس أوروبا                    | ?                   | ?                   |
|             | منظمة حظر الأسلحة الكيميائية   | ?                   | ?                   |
|             | الأمم المتحدة                  | 28 يوليو 1993       | 27 ديسمبر 1945      |
|             | منظمة الأمن والتعاون في أوروبا | 25 أبريل 1996       | 25 يونيو 1973       |
|             | منظمة الشرطة الجنائية الدولية  | ?                   | ?                   |
|             | يونسكو                         | 20 أكتوبر 1993      | 29 نوفمبر 1946      |

## وصلات خارجية
- موقع وزارة الخارجية الأندورية
- موقع وزارة الخارجية البلجيكية